# Großenhain
Großenhain un oraș mic din districtul Riesa-Großenhain, landul Saxonia, Germania în trecut era numit „Hayn”.
1. ↑  Alle politisch selbständigen Gemeinden mit ausgewählten Merkmalen am 31.12.2018 (4. Quartal) (în germană), Statistisches Bundesamt[*], arhivat din original la 10 martie 2019, accesat în 10 martie 2019